# Sufragio facultativo
El sufragio facultativo, conocido también como voluntario, es un mecanismo electoral que considera al sufragio como un derecho, pero no como una obligación ciudadana, autorizando que las personas puedan ejercer o no ejercer ese derecho. Se diferencia del sufragio obligatorio, que considera al sufragio no solo como un derecho, sino también como un deber ciudadano. Algunos sistemas electorales establecen regímenes mixtos, en los que se establece el sufragio voluntario para algunos grupos de ciudadanos (menores de edad, ancianos, personas de viaje, etc.).
Los regímenes de sufragio voluntario/a pueden ser más proclives al fenómeno del abstencionismo electoral, cuando un alto porcentaje del pueblo que no concurre a votar a sus representantes, fenómeno que ha tendido a crecer en las últimas décadas y que está asociado con la crisis de representación política y la reducción de la calidad de las democracias.

## Países con sufragio voluntario

### América
- Canadá
- Colombia
- Costa Rica
- El Salvador
- Ecuador (Adolescentes de 16 a 17 años, personas de la tercera edad, migrantes, extranjeros, discapacitados, analfabetos, PPL y fuerza pública)
- Estados Unidos
- Guatemala
- Haití
- México
- Nicaragua
- República Dominicana
- Venezuela
- Argentina (en caso de tener entre 16 y 18 años, o personas de tercera edad)

### África
- Botsuana
- Libia
- Mozambique
- Namibia
- Sudáfrica
- Togo
- Zimbabue

### Asia
- Filipinas
- Japón
- Israel

### Europa
- Alemania
- Dinamarca
- España
- Finlandia
- Francia
- Italia
- Noruega
- Países Bajos
- Polonia
- Portugal
- República Checa
- Reino Unido
- Rusia
- Suecia
- Ucrania

### Oceanía
- Nueva Zelanda